# Sands Fokker Dr.1 Triplane
O Sands Fokker Dr.1 Triplane é um avião de construção caseira americano que foi projetado por Ron Sands Sr de Mertztown, Pensilvânia e produzido pela Wicks Aircraft and Motorsports. É uma réplica de avião de caça em tamanho real baseada no Fokker Dr.1 vintage de 1917. A aeronave é fornecida como um kit e na forma de planos para construção amadora.

## Projeto e desenvolvimento
A aeronave apresenta um layout triplano com suporte de treliças, um cockpit aberto de assento único, trem de pouso convencional fixo e um único motor na configuração por tração.
O Sands Fokker Dr.1 Triplane é feito de tubos de aço soldado e madeira, com suas superfícies cobertas com tecido aeronáutico. A largura do cockpit é de 28 polegadas (71 cm). A faixa de potência aceitável é de 110 a 185 hp (82 a 138 kW) e os motores padrão usados são o Lycoming O-320 de 160 hp (119 kW), o Lycoming O-360 de 185 hp (138 kW), o Lycoming O-360 de 110 hp (82 kW), motor giratório Le Rhône 9J ou o motor radial Warner Scarab de 125 hp (93 kW). O motor "Le Rhône 9J" foi a base direta para o motor giratório alemão "Oberursel Ur.II" de 110 hp que impulsionou os "Dr.I" de produção em 1917-18.
A aeronave tem um peso vazio típico de 1.150 lb (520 kg) e um peso bruto de 1.600 lb (730 kg), dando uma carga útil de 450 lb (200 kg). Com capacidade de 23 galões americanos (87 L; 19 imp gal) de combustível a carga útil para o piloto e bagagem é de 142 kg (312 lb).
A distancia de decolagem padrão, de dia ao nível do mar, sem vento, com um motor de 185 hp (138 kW) é de 300 pés (91 m) e a distância de pouso é de 200 pés (61 m).
O projetista estimou o tempo de construção do kit fornecido em 3.000 horas.

## Histórico operacional
Em 1998, a empresa informou que 100 conjuntos de planos foram vendidos e 15 aeronaves foram concluídas e voando.

## Especificações (Sands Fokker Dr.1 Triplane)
Dados de: AeroCrafter
Descrições gerais
- Tripulação: 1 piloto
- Capacidade: 1 passageiro
- Comprimento: 6,88 m (23 ft)
- Envergadura: 10,732 m (35 ft)
- Altura: 2,045 m (6,7 ft)
- Área alar: 16,58 m² (178 ft²)
- Peso vazio: 422 kg (930 lb)
- Peso bruto (carregado): 794 kg (1 750 lb)
- Capacidade de combustível: 140 l (37,0 US-gal)

Motorização
- Número de motores: 1x
- Tipo do motor: Lycoming O-360 de quatro cilindros, quatro tempos, refrigerado a ar
- Descrição do propulsor/hélice: Hélice de madeira de passo fixo de 2 pás

Performance
- Velocidade máxima: 190 km/h (118 mph)
- Velocidade de cruzeiro (km/h): 180 km/h (112 mph)
- Alcance: 400 km (249 mi)
- Razão de subida: 9.1 m/s
- Tecto de serviço: 4 600 m (15 100 ft)
- Pista máx. decolagem (MTOW): 91 m (299 ft)
- Distância para aterrissagem: 61 m (200 ft)

Armamentos
- Metralhadoras/canhões: 2 x réplicas da metralhadora Spandau